# Adolphe de Leuven
Adolphe Ribbing, noto come Adolphe de Leuven (Parigi, 30 settembre 1802 – Parigi, 14 aprile 1884), è stato un drammaturgo e librettista francese.

## Biografia
Adolphe Ribbing era il figlio naturale del conte Adolphe-Louis Ribbing, ufficiale svedese d'armata, nato a Stoccolma e di Jeanne-Claude Billard, figlia di un medico. È stato legittimato in seguito al matrimonio dei genitori, l'8 fiorile dell'anno XIII (28 aprile 1805).
Con lo pseudonimo di Adolphe de Leuven, è autore di oltre 170 pièces e libretti d'opera e d'opéras-comiques, per molti compositori quali: Adolphe Adam (Le postillon de Lonjumeau), Louis Clapisson, Victor Massé e Ambroise Thomas.
Ha anche scritto numerosi vaudevilles con Alexandre Dumas, che lo ricorda in parecchi passi delle sue memorie. Tra i suoi versi, alcune liriche sono state musicate da Hector Berlioz.

## Opere
- 1827: Mon ami Pierre, con Armand d'Artois e Auguste Pittaud de Forges
- 1828: Le Château de Monsieur le Baron, commedia-vaudeville in 2 atti, con Achille d'Artois e Charles de Livry;
- 1829: Le Brigand napolitain, con Armand d'Artois e Pittaud de Forges
- 1829: Le Tir au pistolet, vaudeville in 1 atto e 2 quadri, con Michel Masson;
- 1829: La Barrière du combat, ou le Théâtre des animaux, 2 quadri con distici, con de Livry e Julien de Mallian;
- 1830: Le Collège de *** [Reichenau], souvenirs de la Suisse, in 1794, commedia-vaudeville, con Ferdinand de Villeneuve e Masson;
- 1830: Le Moulin de Jemmapes, vaudeville storico in 1 atto, con de Villeneuve e Masson;
- 1830: Le Voyage de la mariée, imitazione contemporanea della Fiancée du roi de Garbe, con Dumanoir e de Mallian;
- 1832: Sara, ou l'Invasion, racconto tedesco in 2 atti e in vaudeville, con de Villeneuve e Masson;
- 1832: Vert-Vert, commedia in 3 atti, con Pittaud de Forges
- 1832: Le Grand Seigneur et la Paysanne, ou Une leçon d'égalité, commedia in 2 atti mista a distici, con Halévy e Ernest Jaime;
- 1833: Sophie Arnould, vaudeville in 3 atti con Pittaud de Forges e Dumanoir;
- 1834: La Salamandre, commedia-vaudeville in 4 atti, con Pittaud de Forges e de Livry;
- 1834: La Tempête, ou l'Île des bossus, folie-vaudeville in 1 atto, con Pittaud de Forges e de Livry;
- 1835: Le Père Latuile ou le Cabaret de la barrière de Clichy, souvenir del 1814 in un atto,  vaudeville con Pittaud de Forges
- 1835: La marquise, opéra-comique in 1 atto, con Jules-Henri Vernoy de Saint-Georges, musica di Adolphe-Charles Adam
- 1836: Actéon et le Centaure Chiron, farsa con Emmanuel Théaulon e Félix-Auguste Duvert, musica di Francis Chassaigne
- 1836: Le Luthier de Vienne, opéra-comique in 1 atto, con de Saint-Georges, musica di Hippolyte Monpou;
- 1836: Le postillon de Lonjumeau, opéra-comique in 3 atti, con Léon-Lévy Brunswick, musica di Adolphe-Charles Adam
- 1838: La Maîtresse de langues  con Dumanoir e de Saint-Georges;
- 1838: La Suisse à Trianon, commedia in 1 atto con de Saint-Georges e Louis-Émile Vanderburch, musica di Albert Grisar;
- 1839: Le brasseur de Preston, opéra-comique in 3 atti, con Léon-Lévy Brunswick, musica di Adolphe Adam
- 1839: Le panier fleuri, opéra-comique in 1 atto, con Léon-Levy Brunswick, musica di Ambroise Thomas
- 1842: Le roi d'Yvetôt, opera-comique in 3 atti, con Léon-Lévy Brunswick, musica di Adolphe Adam
- 1844: Le chasseur danois, musica di Hector Berlioz, (H 104)
- 1846: Gibby la cornemuse, opéra comique in 3 atti, con Léon-Lévy Brunswick, musica di Louis Clapisson
- 1847: Mademoiselle de Mérange operetta, libretto con Brunswick, come Léon Lhérie, musica di Angelo Frondoni, Lisbona, Teatro das Larangeiras;
- 1847: Le Braconnier, opéra-comique in un atto, con Louis-Émile Vanderburch, musica di Gustave Héquet;
- 1848: Le Lion et le Rat, commedia-vaudeville in 1 atto, con Eugène Guinot;
- 1850: La chanteuse voilée, opéra-comique in 1 atto, con Eugène Scribe, musica di Victor Massé
- 1850: Le songe d'une nuit d'été, opéra-comique in 3 atti, con Joseph-Bernard Rosier, musica di Ambroise Thomas
- 1851: Raymond (Raymond, ou Le secret de la reine; opéra-comique in 3 atti) con Joseph-Bernard Rosier, musica di Ambroise Thomas
- 1852: La poupée de Nuremberg, opéra-comique in 1 atto, con Arthur de Beauplan, musica di Adolphe Adam
- 1853: Le bijou perdu, opéra comique in 3 atti, con Auguste de Forges, musica di Adolphe Adam
- 1853: Le roi des halles, opéra-comique in 3 atti, Léon-Lévy Brunswick, musica di Adolphe Adam;
- 1853: Boccace ou le décaméron, commedia in 5 atti, con Jean-François Bayard e Léon-Levy Brunswick;[3]
- 1854: Élisabeth ou la fille de l'exilé, opera in 3 atti, libretto francese di Adolphe de Leuven e Léon-Lévy Brunswick, musica di Gaetano Donizetti, versione francese di Otto mesi in due ore non rappresentata durante la vita di Donizetti, ma più tardi dal coautore Uranio Fontana[4][5]
- 1854: Le billet de Marguerite, opéra-comique in 3 atti, con Léon-Lévy Brunswick, musica di François-Auguste Gevaert
- 1854: Schahabaham II, opera buffa in un atto, con Michel Carré, musica di Eugène Gautier
- 1855: Jaguarita l'Indienne, opéra-comique in 3 atti con de Saint-Georges, musica di Fromental Halévy
- 1855: Les charmeurs, Opéra comique in 1 atto, musica di Ferdinand Poise
- 1856: Falstaff, opéra-comique in un atto, con de Saint-Georges, musica di Adolphe Adam
- 1856: La fanchonnette, opéra-comique in 3 atti, con de Saint-Georges, musica di Louis Clapisson
- 1859: Don Gregorio (Don Grégoire, ou Le précepteur dans l’embarras) opéra-comique in 3 atti, con Thomas Sauvage, musica di Nicolò Gabrielli
- 1860: Le Roman d'Elvire, opéra-comique in 3 atti. libretto di Alexandre Dumas (padre) e de Leuven. Musica di Ambroise Thomas[6]
- 1861: Le jardinier galant, opéra-comique in 2 atti, con Paul Siraudin, musica di Ferdinand Poise
- 1861: Maître Claude, opéra-comique in 1 atto, con de Saint-Georges, musica di Jules Cohen
- 1862: Le joaillier de Saint-James, opéra-comique in 3 atti, con de Saint-Georges, musica di Albert Grisar
- 1865: Le saphir, opéra-comique in 3 atti, con Michel Carré e Terence Hadot, musica di Félicien David
- 1877:  Le Trompette de Chamborand, operetta in un atto con Jules Adenis, musica di Louis Deffès
- 1877: L'aumônier du régiment, opéra-comique in 1 atto, con de Saint-Georges, musica di Hector Salomon